# Katarzyna Szlendak
Katarzyna Szlendak (ur. 8 maja 1986) – polska judoczka.
Była zawodniczka klubów: MKS Budo Dęblin (2004-2006), MKS Judo Chełm (2006-2015). Sześciokrotna brązowa medalistka mistrzostw Polski seniorek w tym pięciokrotna w kategorii do 78 kg (2009, 2011 - kat. open, 2012, 2013, 2014, 2015). Młodzieżowa mistrzyni Polski 2006.